# جايك شراير
وادو المنغولي (بالإنجليزية: Jake Schreier) (و. 1980 – م) هو مخرج سينمائي، ومنتج أفلام من الولايات المتحدة الأمريكية . ولد في بيركيلي، كاليفورنيا .

## التعليم
تعلم في مدرسة تيش العليا للفنون

## روابط خارجية
- جايك شراير على موقع IMDb (الإنجليزية)
- جايك شراير على موقع قاعدة بيانات الأفلام العربية
- جايك شراير على موقع ألو سيني (الفرنسية)
- جايك شراير على موقع ميوزك برينز (الإنجليزية)
- جايك شراير على موقع أول موفي (الإنجليزية)
- جايك شراير على موقع بوكس أوفيس موجو (الإنجليزية)
- جايك شراير على موقع قاعدة بيانات الأفلام السويدية (السويدية)
- جايك شراير على موقع قاعدة بيانات الفيلم (الإنجليزية)
- جايك شراير على موقع كينوبويسك (الروسية)